# 天主教卡塞塞教區
天主教卡塞塞教區（拉丁語：Dioecesis Kasesensis）是烏干達一個羅馬天主教教區，屬姆巴拉拉總教區。
教區成立於1989年3月6日，位於卡塞塞區。2006年有教友216,052人（佔轄區總人口44.0%）、七個堂區、三十名司鐸。現任教區主教為艾智德·恩卡伊賈納布沃。